# Upplands runinskrifter 392
Upplands runinskrifter 392 är en vikingatida runristning på ett flyttblock i Klockbacken, Sigtuna och Sigtuna kommun. Flyttblocket är cirka 5x3 meter stort och cirka 2 meter högt. Runhöjden är 9-12 centimeter.

## Inskriften
Translitterering av runraden:
suin : lit rista : runar : þas-... ... ...-þr : hit : a[na]r : a[s]ur : þriþi : kermunr : ---rþi [:] -[u]ki : (þ)... ...r : uar þera muþ--
Normalisering till runsvenska:
Svæinn let rista runaʀ þess[aʀ] ... ... het annarr, Assurr þriði, Gæiʀmundr [fia]rði -uki ... ... vaʀ þæiʀa moð[iʀ].
Översättning till nusvenska:
Sven lät rista dessa runor . . . hette den andre, Assur den tredje, Germund den fjärde . . . var deras moder.
Sannolikt var Sven, som har låtit rista runorna, fader till fyra (eller fem) män med samma moder som förmodligen alla omkommit på något våldsamt sätt, eftersom inskriften förutsätter att de är döda. Inskriften är för fragmentariskt bevarad för att man med säkerhet ska kunna veta.